# NBA 2007/08

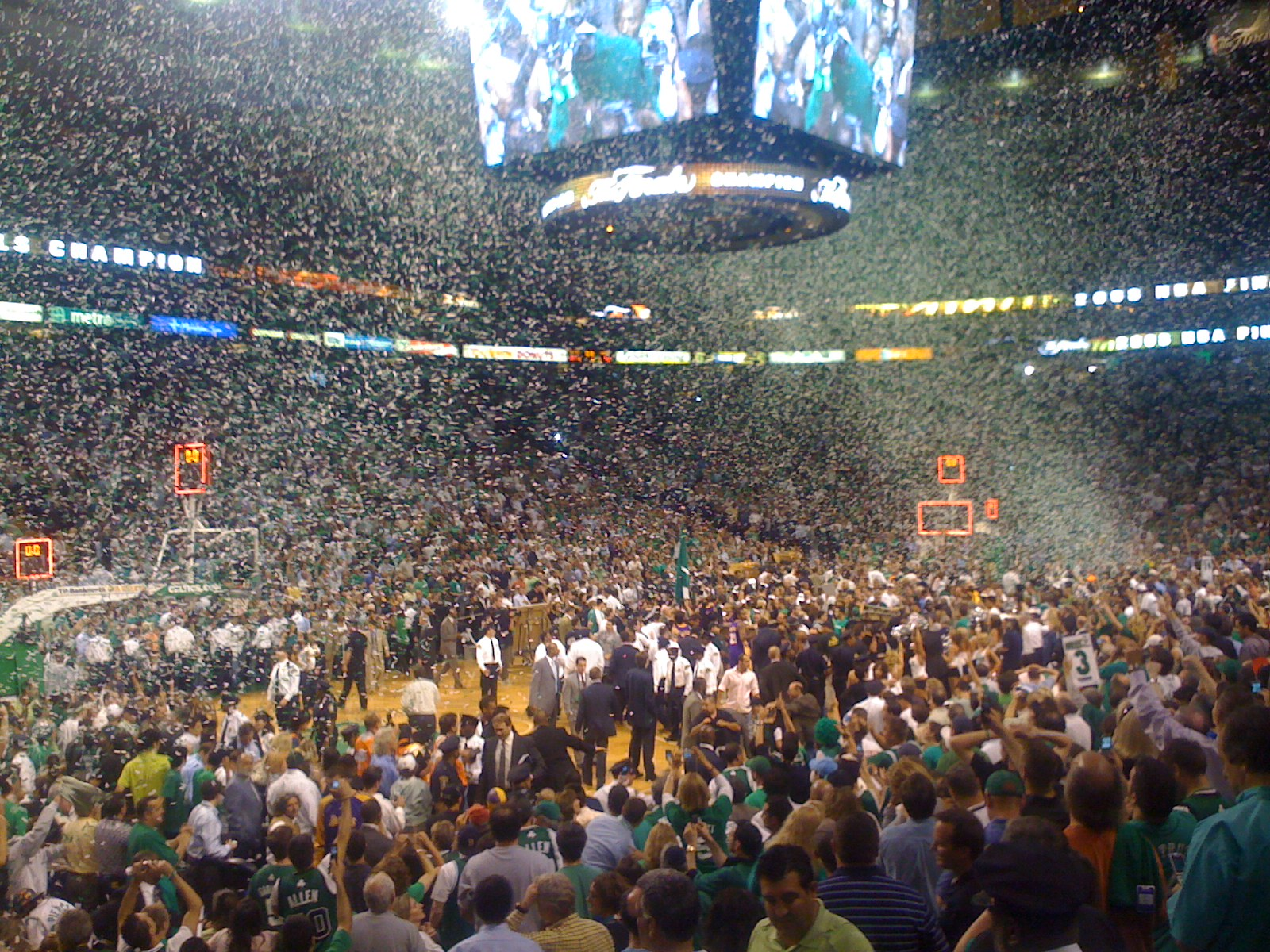
Finale van de NBA 2007/08.

NBA 2007/08 was het 62e seizoen van de National Basketball Association in de Verenigde Staten. Het seizoen begon op 30 oktober 2007 en eindigde op 16 april 2008, terwijl de playoffs daarna nog duurden tot en met 17 juni. De finale werd gewonnen door de Boston Celtics, die de Los Angeles Lakers met 4-2 versloegen. 

## Belangrijke gebeurtenissen
- Nog voordat het seizoen startte, was Kobe Bryant boos op zijn team, de Los Angeles Lakers. De Lakers wilden nog een speler van zijn kaliber halen en toen Bryant dat hoorde, wilde hij zo snel mogelijk weg.
- De All Star wedstrijd van dit seizoen werd gespeeld in de New Orleans Arena op 17 februari 2008. Het oosten won met 134-128 en LeBron James werd benoemd tot MVP.
- De New Orleans Hornets gingen weer alle thuiswedstrijden in New Orleans spelen. De laatste twee jaar weken ze soms uit naar Oklahoma City, vanwege de schade van orkaan Katrina
- De NBA verlengde het televisiecontract met TNT, ABC en ESPN
- Orlando Magic kreeg toestemming voor een nieuw stadion, dat verwacht wordt in het seizoen 2010/11
- Na twaalf seizoenen voor de Minnesota Timberwolves te hebben gespeeld, vertrok Kevin Garnett naar de Boston Celtics. Hij werd geruild voor zeven andere spelers, de grootste ruil in de geschiedenis.
- Op 2 november 2007 maakten de Seattle SuperSonics hun plannen bekend om te verhuizen naar Oklahoma.
- Op 23 december werd Kobe Bryant met 29 jaar en 122 dagen de jongste speler die 20.000 punten in de NBA heeft gescoord. Hij passeerde hiervoor het record van Wilt Chamberlain, die twaalf dagen ouder was.
- Op 11 januari 2008 werd besloten om Miami Heat een replay van 51,9 seconden te geven in de wedstrijd tegen Atlanta Hawks. Shaquille O'Neal was tijdens deze wedstrijd onterecht weggestuurd vanwege vijf overtredingen en Miami kreeg een nieuwe kans. Voordat de replay werd gespeeld, vertrok O'Neal naar de Phoenix Suns en de replay werd ook verloren.
- Lebron James werd de jongste speler ooit die 10.000 punten scoorde. Hij was 23 jaar en 59 dagen oud, ruim een jaar jonger dan het vorige record van Kobe Bryant.
- Van 29 januari tot en met 18 maart 2008 wonnen de Houston Rockets 22 wedstrijden op rij, de op een na langste reeks ooit in de NBA.
- De Boston Celtics pakten een record door zich te verbeteren ten opzichte van vorig seizoen. Na slechts 24 overwinningen in 2006/07, won het team dit seizoen 66 keer. Het vorige record was van de San Antonio Spurs, die in het seizoen 1997/98 verbeterden van 20 naar 56 overwinningen.
- Voor de eerste keer sinds 2000 bereikten de beide nummers 1 uit het reguliere seizoen de finale van de playoffs. Voor het eerst sinds 1987 stonden de rivalen Boston en L.A. Lakers weer eens tegenover elkaar in de finale.
- Op 17 juni 2008 wonnen de Boston Celtics de finale van de Lakers, hiermee pakte het team haar 17e NBA titel.

## Eindstanden

### Per divisie
| Atlantic Division  | W  | L  | P     | GB |
| ------------------ | -- | -- | ----- | -- |
| Boston Celtics     | 66 | 16 | 80,50 | -  |
| Toronto Raptors    | 41 | 41 | 50,00 | 25 |
| Philadelphia 76ers | 40 | 42 | 48,80 | 26 |
| New Jersey Nets    | 34 | 48 | 41,50 | 32 |
| New York Knicks    | 23 | 59 | 28,00 | 43 |

| Central Division    | W  | L  | P     | GB |
| ------------------- | -- | -- | ----- | -- |
| Detroit Pistons     | 59 | 23 | 72,00 | -  |
| Cleveland Cavaliers | 45 | 37 | 54,90 | 14 |
| Indiana Pacers      | 36 | 46 | 43,90 | 23 |
| Chicago Bulls       | 33 | 49 | 40,20 | 26 |
| Milwaukee Bucks     | 26 | 56 | 31,70 | 33 |

| Southeast division | W  | L  | P     | GB |
| ------------------ | -- | -- | ----- | -- |
| Orlando Magic      | 52 | 30 | 63,40 | -  |
| Washington Wizards | 43 | 39 | 52,40 | 9  |
| Atlanta Hawks      | 37 | 45 | 45,10 | 15 |
| Charlotte Bobcats  | 32 | 50 | 39,00 | 20 |
| Miami Heat         | 15 | 67 | 18,30 | 37 |

| Northwest division     | W  | L  | P     | GB |
| ---------------------- | -- | -- | ----- | -- |
| Utah Jazz              | 54 | 28 | 65,90 | -  |
| Denver Nuggets         | 50 | 32 | 61,00 | 4  |
| Portland Trail Blazers | 41 | 41 | 50,00 | 13 |
| Minnesota Timberwolves | 22 | 60 | 26,80 | 32 |
| Seattle SuperSonics    | 20 | 62 | 24,40 | 35 |

| Pacific division      | W  | L  | P     | GB |
| --------------------- | -- | -- | ----- | -- |
| Los Angeles Lakers    | 57 | 25 | 69,50 | -  |
| Phoenix Suns          | 55 | 27 | 67,20 | 2  |
| Golden State Warriors | 48 | 34 | 58,50 | 9  |
| Sacramento Kings      | 38 | 44 | 46,30 | 19 |
| Los Angeles Clippers  | 23 | 59 | 28,00 | 34 |

| Southwest Division  | W  | L  | P     | GB |
| ------------------- | -- | -- | ----- | -- |
| New Orleans Hornets | 56 | 26 | 68,30 | -  |
| San Antonio Spurs   | 56 | 26 | 68,30 | -  |
| Houston Rockets     | 55 | 27 | 67,10 | 1  |
| Dallas Mavericks    | 51 | 31 | 62,20 | 5  |
| Memphis Grizzlies   | 22 | 60 | 26,80 | 34 |

- Verklaring afkortingen:
  - W = Wedstrijden gewonnen
  - L = Wedstrijden verloren
  - P = Winstpercentage
  - GB = Games Back

## Playoffs
|  | 1/8e finale | 1/8e finale  | 1/8e finale |   |             | kwartfinale | kwartfinale | kwartfinale |  |  | halve finale | halve finale | halve finale |   |  | finale | finale | finale |
|  |             |              |             |   |             |             |             |             |  |  |              |              |              |   |  |        |        |        |
|  |             | Boston       | 4           |   |             |             |             |             |  |  |              |              |              |   |  |        |        |        |
|  |             | Atlanta      | 3           |   |             |             |             |             |  |  |              |              |              |   |  |        |        |        |
|  |             | Atlanta      | 3           |   | Boston      | 4           |             |             |  |  |              |              |              |   |  |        |        |        |
|  |             |              |             |   | Boston      | 4           |             |             |  |  |              |              |              |   |  |        |        |        |
|  |             |              | Cleveland   | 3 |             |             |             |             |  |  |              |              |              |   |  |        |        |        |
|  |             | Cleveland    | Cleveland   | 3 | 4           |             |             |             |  |  |              |              |              |   |  |        |        |        |
|  |             |              |             |   | 4           |             |             |             |  |  |              |              |              |   |  |        |        |        |
|  |             | Washington   | 2           |   |             |             |             |             |  |  |              |              |              |   |  |        |        |        |
|  |             |              |             |   |             |             | Boston      | 4           |  |  |              |              |              |   |  |        |        |        |
|  |             |              |             |   |             |             |             |             |  |  |              |              |              |   |  |        |        |        |
|  |             |              | Detroit     | 2 |             |             |             |             |  |  |              |              |              |   |  |        |        |        |
|  |             | Orlando      | Detroit     | 2 | 4           |             |             |             |  |  |              |              |              |   |  |        |        |        |
|  |             |              |             |   | 4           |             |             |             |  |  |              |              |              |   |  |        |        |        |
|  |             | Toronto      | 1           |   |             |             |             |             |  |  |              |              |              |   |  |        |        |        |
|  |             | Toronto      | 1           |   | Orlando     | 1           |             |             |  |  |              |              |              |   |  |        |        |        |
|  |             |              |             |   | Orlando     | 1           |             |             |  |  |              |              |              |   |  |        |        |        |
|  |             |              | Detroit     | 4 |             |             |             |             |  |  |              |              |              |   |  |        |        |        |
|  |             | Detroit      | Detroit     | 4 | 4           |             |             |             |  |  |              |              |              |   |  |        |        |        |
|  |             |              |             |   | 4           |             |             |             |  |  |              |              |              |   |  |        |        |        |
|  |             | Philadelphia | 2           |   |             |             |             |             |  |  |              |              |              |   |  |        |        |        |
|  |             |              |             |   |             |             |             |             |  |  |              |              | Boston       | 4 |  |        |        |        |
|  |             |              |             |   |             |             |             |             |  |  |              |              |              | 4 |  |        |        |        |
|  |             |              | L.A. Lakers | 2 |             |             |             |             |  |  |              |              |              |   |  |        |        |        |
|  |             | L.A. Lakers  | L.A. Lakers | 2 | 4           |             |             |             |  |  |              |              |              |   |  |        |        |        |
|  |             | L.A. Lakers  |             |   | 4           |             |             |             |  |  |              |              |              |   |  |        |        |        |
|  |             | Denver       | 0           |   |             |             |             |             |  |  |              |              |              |   |  |        |        |        |
|  |             | Denver       | 0           |   | L.A. Lakers | 4           |             |             |  |  |              |              |              |   |  |        |        |        |
|  |             |              |             |   | L.A. Lakers | 4           |             |             |  |  |              |              |              |   |  |        |        |        |
|  |             |              | Utah        | 2 |             |             |             |             |  |  |              |              |              |   |  |        |        |        |
|  |             | Utah         | Utah        | 2 | 4           |             |             |             |  |  |              |              |              |   |  |        |        |        |
|  |             |              |             |   | 4           |             |             |             |  |  |              |              |              |   |  |        |        |        |
|  |             | Houston      | 2           |   |             |             |             |             |  |  |              |              |              |   |  |        |        |        |
|  |             |              |             |   |             |             | L.A. Lakers | 4           |  |  |              |              |              |   |  |        |        |        |
|  |             |              |             |   |             |             |             |             |  |  |              |              |              |   |  |        |        |        |
|  |             |              | San Antonio | 1 |             |             |             |             |  |  |              |              |              |   |  |        |        |        |
|  |             | San Antonio  | San Antonio | 1 | 4           |             |             |             |  |  |              |              |              |   |  |        |        |        |
|  |             | San Antonio  |             |   | 4           |             |             |             |  |  |              |              |              |   |  |        |        |        |
|  |             | Phoenix      | 1           |   |             |             |             |             |  |  |              |              |              |   |  |        |        |        |
|  |             | Phoenix      | 1           |   | San Antonio | 4           |             |             |  |  |              |              |              |   |  |        |        |        |
|  |             |              |             |   | San Antonio | 4           |             |             |  |  |              |              |              |   |  |        |        |        |
|  |             |              | New Orleans | 3 |             |             |             |             |  |  |              |              |              |   |  |        |        |        |
|  |             | New Orleans  | New Orleans | 3 | 4           |             |             |             |  |  |              |              |              |   |  |        |        |        |
|  |             | New Orleans  |             |   | 4           |             |             |             |  |  |              |              |              |   |  |        |        |        |
|  |             | Dallas       | 1           |   |             |             |             |             |  |  |              |              |              |   |  |        |        |        |

## Statistieken
| Categorie                               | Speler          | Team                  | Aantal  |
| --------------------------------------- | --------------- | --------------------- | ------- |
| Gemiddeld aantal punten per wedstrijd   | LeBron James    | Cleveland Cavaliers   | 30,0    |
| Gemiddeld aantal rebounds per wedstrijd | Dwight Howard   | Orlando Magic         | 14,2    |
| Gemiddeld aantal assists per wedstrijd  | Chris Paul      | New Orleans Hornets   | 11,6    |
| Gemiddeld aantal steals per wedstrijd   | Chris Paul      | New Orleans Hornets   | 2,71    |
| Gem. aantal blocks per wedstrijd        | Marcus Camby    | Denver Nuggets        | 3,6     |
| Field goal percentage                   | Andris Biedrins | Golden State Warriors | 62,60 % |
| Vrije worpen percentage                 | Peja Stojaković | New Orleans Hornets   | 92,90 % |
| Driepunter percentage                   | Jason Kapono    | Toronto Raptors       | 48,30 % |

## Prijzen
- Most Valuable Player: Kobe Bryant, Los Angeles Lakers
- Rookie of the Year: Kevin Durant, Seattle SuperSonics
- Defensive Player of the Year: Kevin Garnett, Boston Celtics
- Sixth Man of the Year: Manu Ginóbili, San Antonio Spurs
- Most Improved Player: Hedo Turkoglu, Orlando Magic
- Coach of the Year: Byron Scott, New Orleans Hornets
- Executive of the Year: Danny Ainge, Boston Celtics
- Sportsmanship Award: Grant Hill, Phoenix Suns

1950 · 1951 · 1952 · 1953 · 1954 · 1955 · 1956 · 1957 · 1958 · 1959 · 
1960 · 1961 · 1962 · 1963 · 1964 · 1965 · 1966 · 1967 · 1968 · 1969 · 
1970 · 1971 · 1972 · 1973 · 1974 · 1975 · 1976 · 1977 · 1978 · 1979 · 
1980 · 1981 · 1982 · 1983 · 1984 · 1985 · 1986 · 1987 · 1988 · 1989 · 
1990 · 1991 · 1992 · 1993 · 1994 · 1995 · 1996 · 1997 · 1998 · 1999 · 
2000 · 2001 · 2002 · 2003 · 2004 · 2005 · 2006 · 2007 · 2008 · 2009 · 
2010 · 2011 · 2012 · 2013 · 2014 · 2015 · 2016 · 2017 · 2018 · 2019 · 
2020 · 2021 · 2022 · 2023 · 2024